# Pureza
Pureza is een gemeente in de Braziliaanse deelstaat Rio Grande do Norte. De gemeente telt 8.415 inwoners (schatting 2009).